# José Carlos de Aguirre

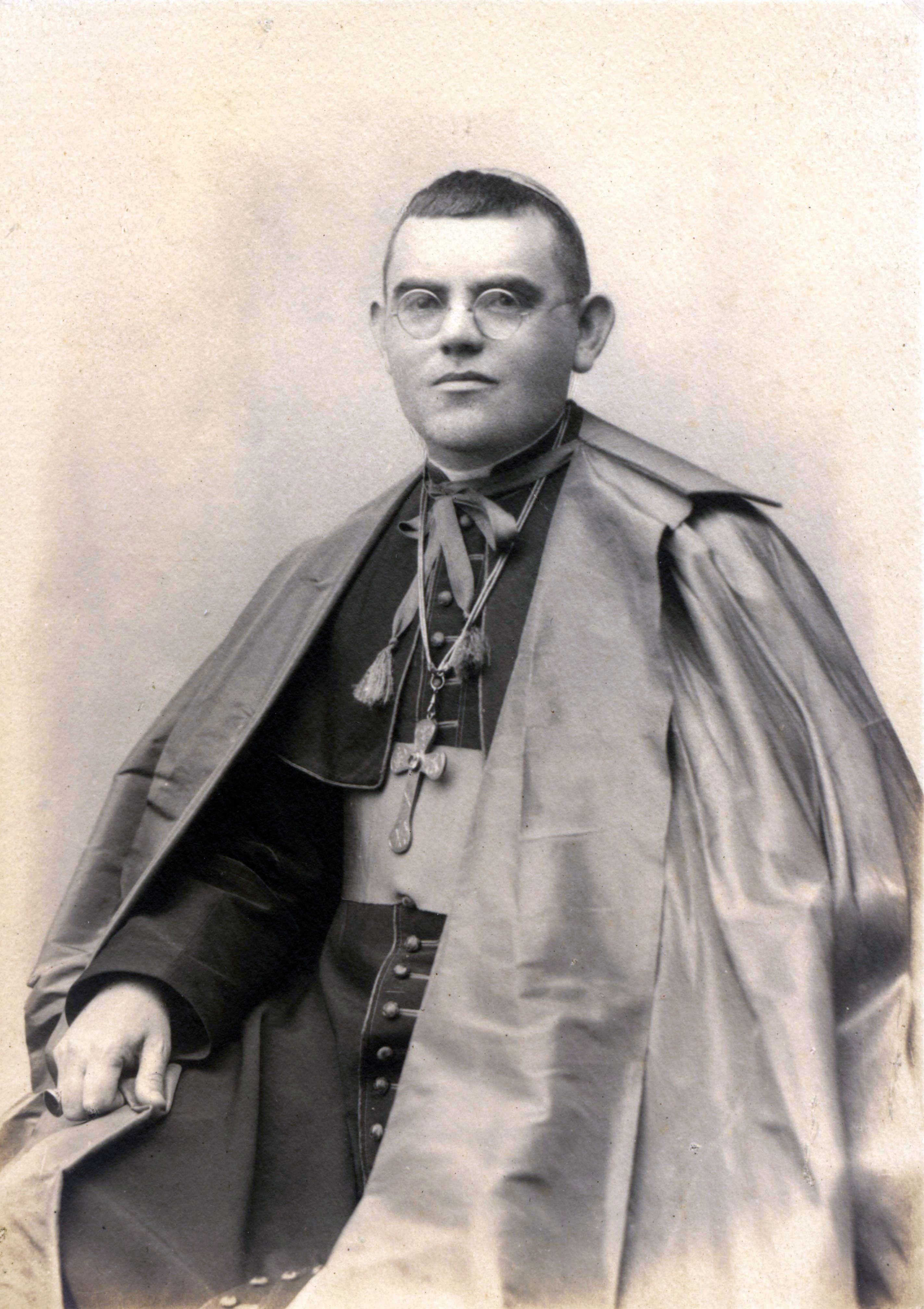
José Carlos de Aguirre

José Carlos de Aguirre (* 28. April 1880 in Itaqueri da Serra, Itirapina, São Paulo, Brasilien; † 8. Januar 1973) war ein brasilianischer Geistlicher und römisch-katholischer Bischof von Sorocaba.

## Leben
José Carlos de Aguirre empfing am 8. Dezember 1905 das Sakrament der Priesterweihe.
Am 4. Juli 1924 ernannte ihn Papst Pius XI. zum ersten Bischof des mit gleichem Datum errichteten Bistums Sorocaba. Der Erzbischof von São Paulo, Duarte Leopoldo e Silva, spendete ihm am 17. Juli desselben Jahres die Bischofsweihe; Mitkonsekratoren waren der Bischof von São Carlos do Pinhal, José Marcondes Homem de Melo, und der Bischof von Campinas, Francisco de Campos Barreto.
José Carlos de Aguirre leitete das Bistum bis zu seinem Tod fast fünf Jahrzehnte lang. Am 22. Februar 1965 stellte ihm Papst Paul VI. allerdings mit José Melhado Campos einen Koadjutorbischof zur Seite.